# جامباتیستا والی
جامباتیستا والی (به انگلیسی: Giambattista Valli) طراح لباس اهل ایتالیا است. وی در زمینهٔ طراحی لباس‌های آماده و اوت کوتور فعالیت می‌کند و آنها را هر ساله در هفته مد پاریس به نمایش می‌گذارد.